# Elena Romagnolo

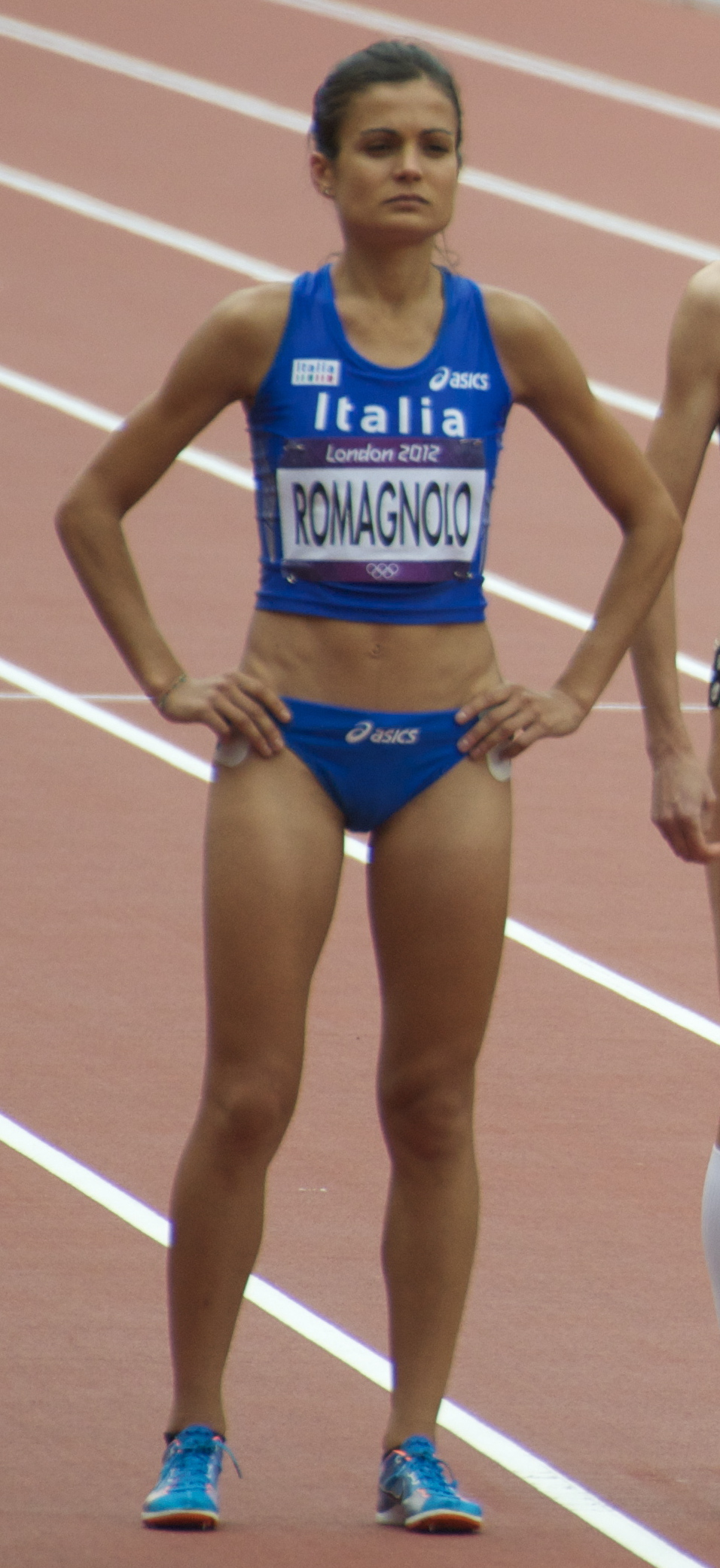
Elena Romagnolo

Elena Romagnolo, född den 5 oktober 1982 i Borgosesia, är en italiensk friidrottare som tävlar i medeldistanslöpning och hinderlöpning.
Romagnolo deltog vid både EM 2006 och vid VM 2007 på 3 000 meter hinder utan att ta sig vidare till finalen. Vid Olympiska sommarspelen 2008 tog hon sig vidare till finalen där hon slutade på en elfte plats på tiden 9.30,04.

## Personliga rekord
- 3 000 meter hinder - 9.27,48